# Лихардов, Сергей Михайлович
Сергей Михайлович Лихардов (1791 — 29 июля (11 августа) 1857, Петергоф) — участник Отечественной войны 1812 года и заграничных походов, генерал-лейтенант, начальник Петергофского дворцового правления.

## Биография
Родился в 1791 или 1792 году. В 1798 году именным указом Павла I получил дворянство; в грамоте, выданной уже Александром I указывалось, что в дворянское достоинство был пожалован «воспитанник бригадира Сергей сын Михайлов Лихардов с нисходящим от него потомством». В. Г. Никифоров утверждает, что воспитанник здесь означает «внебрачный сын».
По информации Е. Соколовского («Пятидесятилетие института и корпуса инженеров путей сообщения». — СПб., 1859. — С. 4) осенью 1810 года, в 17 лет, он поступил из Санкт-Петербургской гимназии в открывшийся Институт Корпуса инженеров путей сообщения, где в 1811 году был произведён в прапорщики, а в июле 1812 года — в подпоручики.
Во время Отечественной войны 1812 года он строил укрепления под Смоленском, Красным, Вязьмой; участвовал в заграничном походе русской армии. Как многие воспитанники Института инженеров путей сообщения «за отличие в действующей армии» он был произведён в поручики. Выпущен из института был в 1813 году.
Был награждён орденами Св. Анны 2-й и 4-й степеней, Св. Владимира 4-й степени с бантом. В 1824 году произведён в полковники; в 1830 году — в генерал-майоры.
Лихардов принимал деятельное участие в возведении многочисленных строительных и транспортных объектов. Был членом комиссии по сооружению Исаакиевского собора. Ему принадлежит перестройка в 1833 году, сооружённого в 1771–1775 годах инженером И. К. Герардом, Баболовского моста-плотины через реку Кузьминку в одноимённом парке Царского Села. Летом 1838 года строил шоссе Санкт-Петербург — Петергоф. Здесь генерал-майор Лихардов «отличился» не в лучшую сторону: «Государь Император при обозрении работ, порученных Корпуса инженеров путей сообщения генерал-майору Лихардову в Петергофе изволил найти их весьма запоздалыми и весьма вяло производимыми. По сему Его Императорское Величество повелеть изволил, чтобы генерал-майор Лихардов не смел оттуда отлучаться, доколе все не будет кончено как следует, а за найденную по всем работам медленность сделать ему выговор… 10 июня 1838 года».
В 1841 году он был назначен начальником Петергофского дворцового управления.
Владел имениями в Порховском, Новоржевском и Опочецком уездах, в которых значилось 375 душ крепостных; был соседом Пушкиных — в 15 верстах от Михайловского находилось его имение, сельцо Васильевское. Л. Л. Слонимская указывала, что «С. М. и М. П. Лихардовы были дружески связаны с кругом Пушкиных, Дельвигов, Вульфов».
В дворцовом управлении под началом С. М. Лихардова служил первый историк Петродворца Александр Фёдорович Гейрот.
Именем Лихардова названа Лихардовская улица в Петродворце. На здании на берегу Ольгина пруда, в котором с 1876 года (а фактически с 1836 года), находилось переехавшее с Правленской улицы дворцовое правление, установлена мемориальная доска с именем Лихардова.
13 апреля 1840 года С. М. Лихардов был награждён орденом Св. Анны 1-й степени; 11 сентября 1840 года, за выслугу лет — орденом Св. Георгия 4-й степени (№ 6191 по списку Григоровича — Степанова). С 06.12.1844 — генерал-лейтенант.

## Семья
Был женат на Марии Павловне Лихардовой (урождённая Полторацкая). Их сыновья:
- Александр Сергеевич (1821—?); унаследовал от отца село Васильевское. Жена: Анна Васильевна, урожд. Сумароцкая. В Дерпте у них родилась дочь Лидия (1852—?), которая стала женой студента физико-математического факультета Дерптского университета Георгия Сергеевича Корсакова, происходившего из Костромской губернии.
- Михаил Сергеевич (1824—?); полковник, вышел в отставку в 1857 году, предводитель Новоржевского дворянства (избран в 1868 году). Унаследовал от отца имения в Новоржевском и Опочецком уездах. Жил в селе Савлово Новоржевского уезда.
- Дмитрий Сергеевич (1828—1893); секретарь 2-го отделения 5-го департамента Правительствующего сената; действительный статский советник; мировой судья[9]. Жена: Софья Владимировна. Их дети: Сергей (1853—?), Николай (1854 —?), Дмитрий (1856—?), Вера (ок. 1860—?).

## Комментарии
1. ↑  В петербургском доме Лихардова сестра А. С. Пушкина Ольга познакомилась с будущим мужем Николаем Павлищевым. Сам А. С. Пушкин, приехав после свадьбы в Петербург, несколько дней жил с молодой женой в доме Лихардовых. У Павлищева С. М. Лихардов занял деньги и аккуратно выплачивал долг.